# 드래곤 마크드 포 데스
《드래곤 마크드 포 데스》는 일본 개발사 인티 크리에이츠가 제작한 2D 액션 롤플레잉 게임이다. 최대 4명이 동시에 플레이할 수 있는 것이 특징으로, 각 플레이어가 직업에 따라 캐릭터를 선택해 적을 쓰러뜨리고 경험치를 얻어 강화하면서 게임을 진행하는 것이 목표이다.
2019년 3월 7일 닌텐도 스위치로 처음 출시됐으며, 이후 2020년 마이크로소프트 윈도우 및 플레이스테이션 4 이식판이 발매됐다.

## 줄거리
때는 성왕이 다스리는 왕국의 시대로, 고룡의 힘을 물려받은 선조의 후손 용혈 일족은 성왕의 멸시로 전선에서 물러나 외진 곳에 마을을 세워 숨어 살고 있었다. 어느 날, 용혈 일족의 마을에 중앙 국가 메디우스의 성기사단이 쳐들어와 마을을 불태우고 일족의 무녀 아미카를 납치했다. 뒤늦게 여행에서 돌아와 폐허가 된 마을을 발견하고 복수를 맹세해 다시금 고룡와 계약을 맺고 무녀 아미카를 되찾기 위해 모험을 떠난다.

## 반응
닌텐도 스위치판 출시 당시 《드래곤 마크드 포 데스》는 리뷰 종합 사이트 메타크리틱에서 100점 만점에 69점을 기록해 "복합적인 평가"를 받았다.

## 참조
1. ↑  영어: Dragon Marked For Death, 일본어: ドラゴン・マークト・フォー・デス